# Teresa Mattei
Teresa Mattei (Génova, 1 de febrero de 1921 - Lari, 12 de marzo de 2013) fue una política italiana, militante comunista en su juventud y partisana, activista por los derechos de la infancia y feminista. Formó parte de la comisión parlamentaria que redactó la Constitución de la República Italiana. 

## Biografía
Teresa Mattei nació en una familia antifascista. Con Mussolini en el poder, en el año 1938, se prohibió a la población judía asistir a las escuelas públicas. Siendo ella una estudiante, al conocer esta imposición se negó a ir a clase y por este motivo la expulsaron de la escuela.
Se afilió al Partido Comunista Italiano en 1942 y se licenció en Filosofía por la Universidad de Florencia en 1944. 
Fue partisana en la resistencia contra el fascismo entre los años 1943 y 1945. El 1 de febrero de 1944, su hermano Gianfranco, profesor y miembro de la resistencia, se suicidó en su celda de la prisión romana de Tasso antes que ceder a las torturas y revelar el nombre de sus camaradas de la Resistencia. 
En esa actividad conoció a Bruno Sanguinetti, un joven judío hijo de un magnate de la industria alimentaria, del que se enamoraría y con el que se casaría después de la guerra. Tuvieron un hijo, el escritor Gianfranco Sanguinetti.
Muerto su marido en 1950, Teresa Mattei volvió a casarse en 1955, teniendo cuatro hijos de este segundo matrimonio. 

## Trayectoria

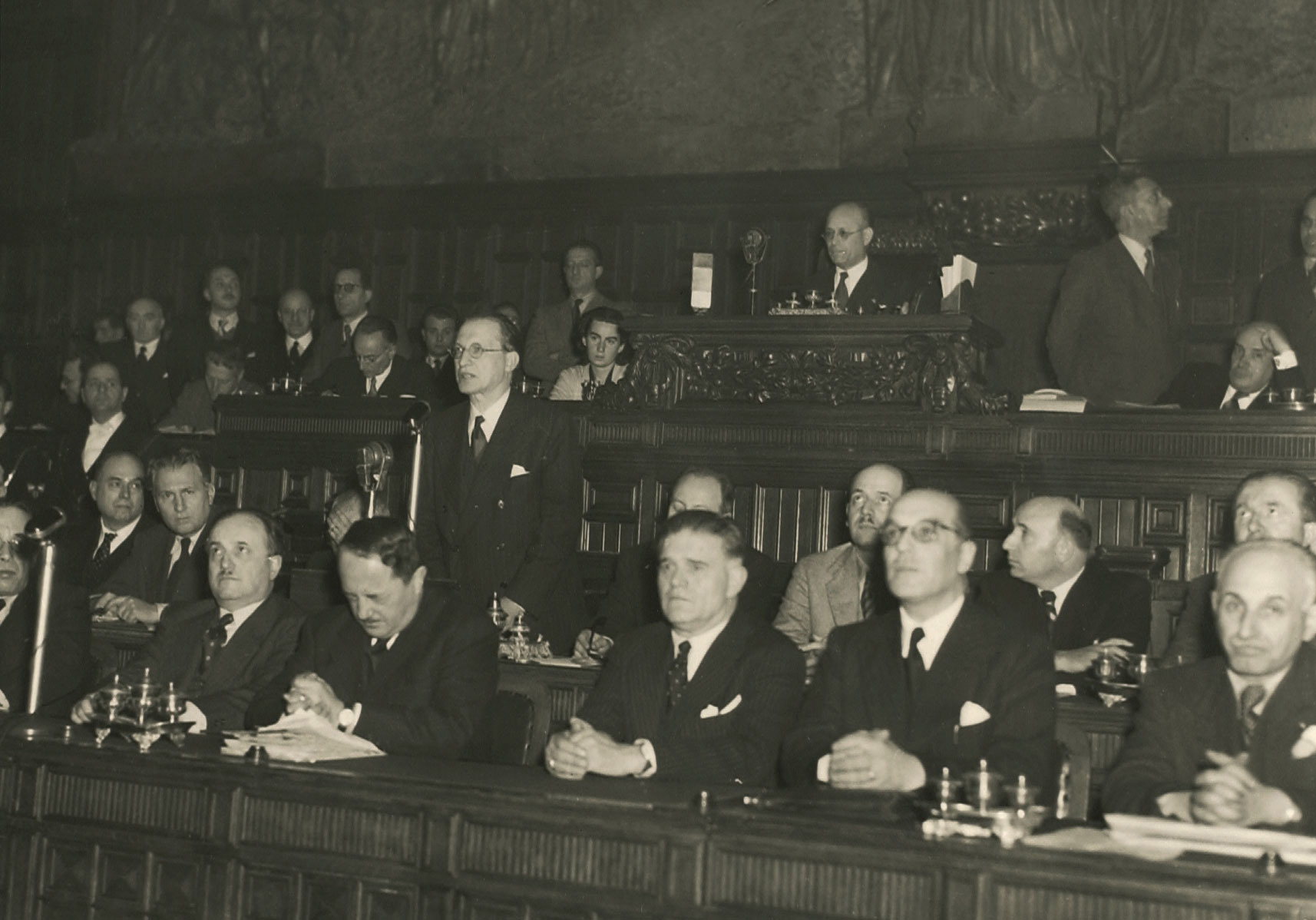
Asamblea constituyente de la República Italiana

### Guerra
Mattei participó activamente en la lucha de liberación, especialmente en los grupos clandestinos que operaban en la ciudad de Florencia incluidos en el "Frente de la Juventud", donde, con el nombre de guerra de Chicchi, alcanzó el grado de comandante de compañía.  “La única vez que utilicé un pintalabios fue para poner una bomba", dijo irónicamente.
Mattei y Sanguinetti fueron los organizadores del atentado mortal ejecutado el 15 de abril de 1944 contra Giovanni Gentile, el llamado "filósofo del fascismo", que conocía personalmente a Teresa Mattei por darle clases en la facultad. 
Muchos años después, Mattei recordaría que acudió a la Academia que dirigía Gentile a fin de señalárselo a quienes después fueron los autores materiales del atentado para que pudieran reconocerlo. Cuando el filósofo se cruzó con ella la saludó.
Como quiera que Gentile no era un combatiente ni una autoridad ejecutiva del fascismo, el atentado contra él resultó controvertido. Mattei siempre sostuvo que el homicidio, aunque ejecutado con la aprobación del PCI local, se preparó y se llevó a cabo sin conocimiento de la dirección central del Partido; y argumentó que la muerte de Gentile, que fue ministro de Educación con Mussolini, estaba justificada, en el contexto de la crueldad de la guerra, porque la víctima era "la persona con mayor responsabilidad por la cultura fascista".

### Política y activismo
Acabada la guerra, Teresa Mattei fue elegida como la más joven diputada de la Asamblea Constituyente de Italia -con 25 años- desempeñando el cargo de Secretaria del Gabinete de la Presidencia. Formó también parte de la "Comisión de los 75", encargada de redactar el Proyecto de Constitución que posteriormente fue aprobado por el Pleno de la Cámara. 
Como dirigente de la Unión de Mujeres Italianas, Mattei fue, junto a Teresa Noce y Rita Montagnana, responsable de la elección de la flor mimosa como símbolo del Día Internacional de la Mujer, peculiaridad italiana que dio origen a la costumbre, de regalar a las mujeres un ramo de mimosas el 8 de marzo. Según algunas fuentes, Mattei fue precisamente la primera que tuvo la idea de sustituir por la humilde mimosa las violetas que con ese motivo se regalaban ya en Francia.
En 1955 rehusó presentarse a las elecciones para la Cámara de Diputados, por su oposición al estalinismo y a la línea política de Togliatti y fue expulsada del PCI.
Su expulsión del Partido no impidió a Teresa Mattei seguir consagrada a la lucha por la igualdad de las mujeres y por los derechos de la infancia.
Ya en 1947 había fundado, junto con la diputada democristiana Maria Federici, el Ente per la Tutela Morale del Fanciullo. En los años sesenta fundó en Milán un Centro de Estudios con objeto de proyectar nuevos productos y servicios para la infancia. De la confluencia de su pasión por el cine y de su lucha por los derechos de la infancia nació la Cooperativa del Monte Olimpino, una asociación que promueve la realización de documentales por el alumnado de escuelas elementales y de institutos para discapacitados con la ayuda del profesorado. 
Después de trasladar definitivamente su residencia a Lari, en Toscana, fundó la Lega per il diritto dei bambini alla comunicazione y ayudó a crear Radio Bambina, una emisora específicamente concebida para la infancia.
En reconocimiento a sus servicios, en el año 2005 Teresa Mattei fue distinguida, a iniciativa del Presidente de la República Carlo Azeglio Ciampi, con la Gran Cruz de la Orden del Mérito de la República Italiana, una de las más altas condecoraciones civiles de su país.
En el momento de fallecer, a los 92 años de edad, fue la última mujer viva participante en la Asamblea Constituyente. Giorgio Napolitano, jefe del estado en ese momento afirmó que le “dolía en el alma la muerte de esta partisana que luchó para la liberación de nuestro país de la barbarie nazi y fascista”.